# هيو مورتون
هيو مورتون (بالإنجليزية: Hugh Morton)‏ (25 نوفمبر 1902 - ) هو مدرب كرة قدم ولاعب كرة قدم بريطاني (وحمل سابقاً جنسية المملكة المتحدة لبريطانيا العظمى وأيرلندا) في مركز نصف الجناح. لعب مع نادي كيلمارنوك.

## وصلات خارجية
- هيو مورتون على موقع الاتحاد الإسكتلندي (الإنجليزية)
- هيو مورتون على موقع قاعدة بيانات كرة القدم.إي يو (الإنجليزية)